# コスミド
コスミド (Cosmid) とはベクターのひとつである。コスミドベクターは、30kbp-45kbpの大きさのDNA断片を挿入することができる。このベクターは、Cos領域という特殊な配列を有し、この配列をバクテリオファージが認識することで、パッケージングが行われる。
昔のコスミドベクターは、Cos領域が一つしかないものであったが、現在では2つあるものが主流である。このため、パッケージングの効率が大幅に上がり、コスミドベクターは実用的なものになった。
コスミドベクターにDNA断片をライゲーションしたあと、バクテリオファージにパッケージングし、そのファージが感染することで大腸菌を形質転換する。
このベクターは比較的大きなDNA断片を挿入できるので、二次代謝産物生合成遺伝子群などの解析のために使用されることもある。